# Genzebe Dibaba
Genzebe Dibaba Keneni (Bekoji, 8 febbraio 1991) è una maratoneta e mezzofondista etiope.

## Biografia
Sorella di Ejegayehu Dibaba, argento olimpico nei 10000 metri piani ad Atene 2004, e di Tirunesh Dibaba, pluri-campionessa olimpica e mondiale, nonché cugina di Derartu Tulu, campionessa olimpica nei 10000 m a Barcellona 1992 e Sydney 2000,
Genzebe Dibaba ha fatto registrare a Monaco, il 17 luglio 2015, il nuovo record mondiale dei 1500 metri piani (3'50"07), di cui è tuttora detentrice, e poche settimane dopo si è laureata campionessa mondiale sulla stessa distanza ai mondiali di Pechino 2015. Nel 2016 ai Giochi olimpici di Rio de Janeiro si è aggiudicata la medaglia d'argento con il tempo di 4'10"27 dietro la keniota Faith Kipyegon.
Nel 2018 vince i 1500m e i 3000m nei Campionati del mondo di atletica leggera indoor.
Nel 2020 passa alla lunga distanza vincendo la mezza maratona di Valencia.
Il 16 ottobre 2022 debutta nella maratona in occasione della Maratona di Amsterdam, arrivando seconda, con il tempo di 2h18'05", preceduta dalla connazionale Almaz Ayana.

## Progressione

### 3000 metri piani
| Stagione | Tempo   | Luogo       | Data      | Rank. Mond. |
| -------- | ------- | ----------- | --------- | ----------- |
| 2019     | 8'21"29 | Palo Alto   | 30-6-2019 | 4ª          |
| 2018     | 8'45"33 | Eugene      | 26-5-2018 | 29ª         |
| 2017     | 8'39"21 | Eugene      | 26-5-2017 | 15ª         |
| 2016     | 8'31"84 | Losanna     | 25-8-2016 | 6ª          |
| 2015     | 8'26"54 | Zurigo      | 3-9-2015  | 2ª          |
| 2014     | 8'26"21 | Doha        | 9-5-2014  | 6ª          |
| 2013     | 8'37"00 | Stoccolma   | 22-8-2013 | 8ª          |
| 2010     | 8'48"35 | Padova      | 3-9-2010  | 30ª         |
| 2009     | 8'50"48 | New York    | 30-5-2009 | 23ª         |
| 2008     | 8'53"72 | Carson      | 18-5-2008 | 24ª         |
| 2006     | 9'25"91 | Addis Abeba | 5-5-2006  | 281ª        |

### 5000 metri piani
| Stagione | Tempo    | Luogo       | Data      | Rank. Mond. |
| -------- | -------- | ----------- | --------- | ----------- |
| 2021     | 15'09"61 | Andújar     | 22-5-2021 | 79ª         |
| 2018     | 14'26"89 | Eugene      | 26-5-2018 | 6ª          |
| 2017     | 14'25"22 | Eugene      | 26-5-2017 | 2ª          |
| 2015     | 14'15"41 | Saint-Denis | 4-7-2015  | 2ª          |
| 2014     | 14'28"88 | Monaco      | 18-7-2014 | 1ª          |
| 2013     | 14'37"68 | Oslo        | 13-6-2013 | 5ª          |
| 2011     | 14'37"56 | Oslo        | 9-6-2011  | 9ª          |
| 2010     | 15'08"06 | Moncton     | 21-7-2010 | 33ª         |
| 2009     | 14'55"52 | Oslo        | 3-7-2009  | 17ª         |
| 2008     | 15'02"41 | Oslo        | 6-6-2008  | 33ª         |
| 2007     | 15'53"46 | New York    | 2-6-2007  | 215ª        |

## Palmarès

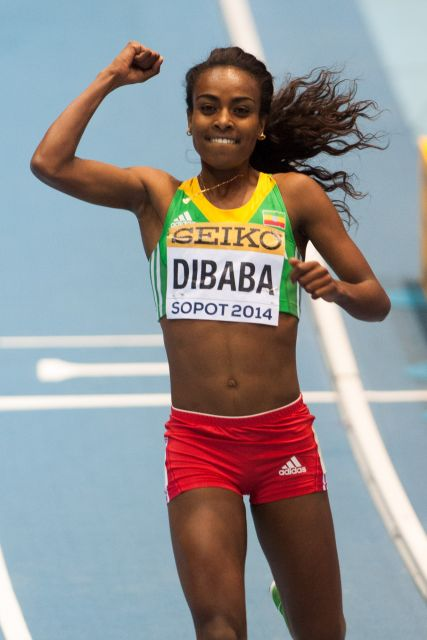
Genzebe Dibaba al traguardo dei 3000 m ai Mondiali indoor 2014

| Anno | Manifestazione      | Sede           | Evento          | Risultato | Prestazione | Note                  |
| ---- | ------------------- | -------------- | --------------- | --------- | ----------- | --------------------- |
| 2007 | Mondiali di cross   | Mombasa        | Corsa U20       | 5ª        | 21'23"      |                       |
| 2007 | Mondiali di cross   | Mombasa        | A squadre       | Bronzo    | 36 p.       |                       |
| 2008 | Mondiali di cross   | Edimburgo      | Corsa U20       | Oro       | 19'59"      |                       |
| 2008 | Mondiali di cross   | Edimburgo      | A squadre       | Oro       | 16 p.       |                       |
| 2008 | Mondiali U20        | Bydgoszcz      | 5000 m piani    | Argento   | 16'16"75    |                       |
| 2009 | Mondiali di cross   | Amman          | Corsa U20       | Oro       | 20'14"      |                       |
| 2009 | Mondiali di cross   | Amman          | A squadre       | Oro       | 18 p.       |                       |
| 2009 | Africani U20        | Bambous        | 5000 m piani    | Oro       | 16'11"85    |                       |
| 2009 | Mondiali            | Berlino        | 5000 m piani    | 8ª        | 15'11"12    |                       |
| 2010 | Mondiali di cross   | Bydgoszcz      | Corsa U20       | 11ª       | 19'21"      |                       |
| 2010 | Mondiali di cross   | Bydgoszcz      | A squadre       | Argento   | 30 p.       |                       |
| 2010 | Mondiali U20        | Moncton        | 5000 m piani    | Oro       | 15'08"06    | Record dei campionati |
| 2011 | Mondiali di cross   | Punta Umbría   | Corsa seniores  | 9ª        | 25'36"      |                       |
| 2011 | Mondiali di cross   | Punta Umbría   | A squadre       | Argento   | 29 p.       |                       |
| 2011 | Mondiali            | Taegu          | 5000 m piani    | 8ª        | 15'09"35    |                       |
| 2012 | Mondiali indoor     | Istanbul       | 1500 m piani    | Oro       | 4'05"78     |                       |
| 2012 | Giochi olimpici     | Londra         | 1500 m piani    | Batteria  | 4'11"15     |                       |
| 2013 | Mondiali            | Mosca          | 1500 m piani    | 7ª        | 4'05"99     |                       |
| 2014 | Mondiali indoor     | Sopot          | 3000 m piani    | Oro       | 8'55"04     |                       |
| 2014 | Campionati africani | Marrakech      | 5000 m piani    | Argento   | 15'42"16    |                       |
| 2015 | Mondiali            | Pechino        | 1500 m piani    | Oro       | 4'08"09     |                       |
| 2015 | Mondiali            | Pechino        | 5000 m piani    | Bronzo    | 14'44"14    |                       |
| 2016 | Mondiali indoor     | Portland       | 3000 m piani    | Oro       | 8'47"43     |                       |
| 2016 | Giochi olimpici     | Rio de Janeiro | 1500 m piani    | Argento   | 4'10"27     |                       |
| 2017 | Mondiali di cross   | Kampala        | Staffetta mista | Argento   | 22'30"      |                       |
| 2017 | Mondiali            | Londra         | 1500 m piani    | 12ª       | 4'06"72     |                       |
| 2017 | Mondiali            | Londra         | 5000 m piani    | Batteria  | dns         |                       |
| 2018 | Mondiali indoor     | Birmingham     | 1500 m piani    | Oro       | 4'05"27     |                       |
| 2018 | Mondiali indoor     | Birmingham     | 3000 m piani    | Oro       | 8'45"05     |                       |

## Campionati nazionali
2006
- Bronzo ai campionati etiopi, 3000 m piani - 9'25"91

2009
- Oro ai campionati etiopi, 5000 m piani - 16'05"93

2010
- Oro ai campionati etiopi, 1500 m piani - 4'16"34

## Altre competizioni internazionali
2007
- 10ª al Reebok Grand Prix ( New York), 5000 m piani - 15'53"46

2008
- 6ª ai Bislett Games ( Oslo), 5000 m piani - 15'02"41

2009
- 13ª ai Bislett Games ( Oslo), 5000 m piani - 14'55"52
- Bronzo al Reebok Grand Prix ( New York), 5000 m piani - 15'00"79
- Oro al Cross de Atapuerca ( Atapuerca) - 14'53"

2010
- Oro al Cross de Atapuerca ( Atapuerca) - 22'58"

2011
- Bronzo ai Bislett Games ( Oslo), 5000 m piani - 14'37"56
- 14ª al Memorial Van Damme ( Bruxelles), 1500 m piani - 4'06"28

2012
- Oro allo Shanghai Golden Grand Prix ( Shanghai), 1500 m piani - 3'57"77
- Bronzo al Golden Gala ( Roma), 1500 m piani - 4'00"85
- Argento ai Bislett Games ( Oslo), 1500 m piani - 4'03"28

2013
- Bronzo ai Bislett Games ( Oslo), 5000 m piani - 14'37"68
- Oro allo Shanghai Golden Grand Prix ( Shanghai), 5000 m piani - 14'45"92
- 8ª al Bauhaus-Galan ( Stoccolma), 3000 m piani - 8'37"00
- Bronzo al Doha Diamond League ( Doha), 1500 m piani - 3'57"54
- Argento al Golden Gala ( Roma), 1500 m piani - 4'01"62

2014
- Oro in Coppa continentale ( Marrakech), 3000 m piani - 8'57"53
- Oro all'Herculis ( Monaco), 5000 m piani - 14'28"88
- Oro al Golden Gala ( Roma), 5000 m piani - 14'34"99
- 6ª al Doha Diamond League ( Doha), 3000 m piani - 8'26"21
- Bronzo al Memorial Van Damme ( Bruxelles), 3000 m piani - 8'29"41
- Argento all'Athletissima ( Losanna), 3000 m piani - 8'50"81
- Argento al Bauhaus-Galan ( Stoccolma), 1500 m piani - 4'01"00

2015
- Oro al Meeting de Paris ( Parigi), 5000 m piani - 14'15"41
- Oro al Prefontaine Classic ( Eugene), 5000 m piani - 14'19"76
- Oro ai Bislett Games ( Oslo), 5000 m piani - 14'21"29
- Oro all'Herculis ( Monaco), 1500 m piani - 3'50"07
- Vincitrice della Diamond League nella specialità dei 3000 / 5000 m piani (16 punti)

2016
- Oro all'Athletissima ( Losanna), 3000 m piani - 8'31"34

2017
- Oro al Prefontaine Classic ( Eugene), 5000 m piani - 14'25"22
- 6ª al Golden Gala ( Roma), 5000 m piani - 14'41"55
- Oro all'Athletissima ( Losanna), 1500 m piani - 4'16"05
- 5ª al Doha Diamond League ( Doha), 800 m piani - 1'59"37
- Oro al Miting Internacional de Catalunya ( Sabadell), 2000 m piani indoor - 5'23"75
- Oro alla Copernicus Cup ( Toruń), 1500 m piani indoor - 3'58"80

2018
- Oro al Prefontaine Classic ( Eugene), 5000 m piani - 14'26"89

2019
- 4ª al Prefontaine Classic ( Eugene), 3000 m piani - 8'21"29
- Argento alla Doha Diamond League ( Doha), 3000 m piani - 8'26"20
- Oro al Meeting international Mohammed VI d'athlétisme ( Rabat), 1500 m piani - 3'55"47
- Oro al Golden Gala ( Roma), 1500 m piani - 3'56"28

2020
- Oro alla Mezza maratona di Valencia ( Valencia) - 1h05'18"

2022
- Argento alla Maratona di Amsterdam ( Amsterdam) - 2h18'05"

2023
- 6ª alla Maratona di Chicago ( Chicago) - 2h21'47"
- 5ª alla Mezza maratona di Barcellona ( Barcellona) - 1h05'46"

## Riconoscimenti
- Atleta mondiale dell'anno (2015)
- Laureus World Sports Awards (2015)